# Plestia kellersi
Plestia kellersi är en insektsart som beskrevs av Frederick Arthur Godfrey Muir 1921. Plestia kellersi ingår i släktet Plestia och familjen Ricaniidae. Inga underarter finns listade i Catalogue of Life.